# Elecciones generales de Perú de 1990
Las elecciones generales de Perú de 1990 tuvieron lugar entre el domingo 8 de abril y el domingo 10 de junio del mencionado año con el objetivo de elegir al presidente de la República del Perú, dos vicepresidentes del mismo, los 180 escaños de la Cámara de Diputados y los 60 escaños del Senado, que conformarían el Congreso de la República del Perú para el período gubernamental 1990-1995.
El novelista y escritor Mario Vargas Llosa lanzó su candidatura por el Frente Democrático, coalición política conformada por su partido el Movimiento Libertad, el Partido Popular Cristiano de Luis Bedoya Reyes y Acción Popular de Fernando Belaúnde Terry. Lentamente, comienza a surgir un nuevo personaje, Alberto Fujimori por el movimiento Cambio 90. El Partido Aprista Peruano lanzó la candidatura de Luis Alva Castro, segundo vicepresidente del saliente primer gobierno de Alan García. Siendo estas tres las principales candidaturas presidenciales. Pasaron a segunda vuelta electoral los candidatos más votados: Mario Vargas Llosa y Alberto Fujimori.

## Antecedentes
Para el momento de los comicios, el gobierno de Alan García, del Partido Aprista Peruano (APRA), se enfrentaba a un fuerte rechazo público por sus intentos de estatizar la banca, como una medida supuesta para controlar la creciente inflación, incontrolable a partir de 1987, además de los escándalos de corrupción y el recrudecimiento de la violencia terrorista de parte de organizaciones terroristas como Sendero Luminoso y MRTA, por lo que se consideraba que los comicios serían testigos de una fuerte reacción derechista.

## Historia
Para la primera vuelta de las elecciones presidenciales, el escritor de fama internacional Mario Vargas Llosa, que competía bajo la bandera de una coalición tripartita conocida como Frente Democrático (FREDEMO) era visto como el candidato favorito, pronosticándosele un amplio triunfo sin necesidad de segunda vuelta debido a la debilidad del oficialismo aprista, que presentó la candidatura del vicepresidente segundo Luis Alva Castro. Sin embargo, durante la campaña, el candidato Alberto Fujimori, del partido nuevo y hasta entonces marginal Cambio 90, comenzó a aumentar su apoyo en las encuestas por su perfil moderado, en detrimento de los dos candidatos tradicionales.

## Elección de congresistas

### Cámara de Diputados
Para la Cámara de Diputados, se eligen 180 escaños; los escaños se asignan a las circunscripciones, correspondientes a los departamentos del Perú, la provincia de Lima, las demás provincias del departamento de Lima y la provincia constitucional del Callao.
| Circunscripciones                             | Escaños | Mapa |
| --------------------------------------------- | ------- | ---- |
| Lima                                          | 40      |      |
| La Libertad y Piura                           | 11      |      |
| Cajamarca y Junín                             | 10      |      |
| Áncash, Arequipa y Lima Provincias            | 9       |      |
| Cusco, Lambayeque y Puno                      | 8       |      |
| Callao                                        | 7       |      |
| Ica                                           | 6       |      |
| Loreto                                        | 5       |      |
| Ayacucho y Huánuco                            | 4       |      |
| Amazonas, Apurímac, Huancavelica y San Martín | 3       |      |
| Pasco, Tacna y Ucayali                        | 2       |      |
| Madre de Dios, Moquegua y Tumbes              | 1       |      |

### Senado
Para el Senado, se eligen 60 escaños mediante el distrito electoral nacional único.

## Partidos y candidatos
Fueron nueve los candidatos que se presentaron para estas elecciones.
| Partido/Coalición | Partido/Coalición                            | Candidato Presidencial | Candidato Presidencial             | 1º Vicepresidente          | 2º Vicepresidente         |
| Partido/Coalición | Partido/Coalición                            | Foto                   | Nombre                             | 1º Vicepresidente          | 2º Vicepresidente         |
| ----------------- | -------------------------------------------- | ---------------------- | ---------------------------------- | -------------------------- | ------------------------- |
|                   | Frente Democrático                           | Mario Vargas Llosa     | Mario Vargas Llosa (54 años)       | Eduardo Orrego Villacorta  | Ernesto Alayza Grundy     |
|                   | Partido Aprista Peruano                      | Luis Alva Castro       | Luis Alva Castro (48 años)         | Luis Alberto Sánchez       | Javier Valle-Riestra      |
|                   | Cambio 90                                    | Alberto Fujimori       | Alberto Fujimori (51 años)         | Máximo San Román           | Carlos García y García    |
|                   | Izquierda Unida                              | Henry Pease            | Henry Pease (45 años)              | Agustín Haya de la Torre   | Gustavo Mohme             |
|                   | Frente Nacional de Trabajadores y Campesinos |                        | Roger Cáceres Velásquez (60 años)  | Emilio Barreto Bermeo      | Víctor Fernández Bustinza |
|                   | Izquierda Socialista                         | Alfonso Barrantes      | Alfonso Barrantes (62 años)        | Enrique Bernales           | Carlos Amat y León        |
|                   | Frente Popular Agrícola FIA del Perú         |                        | Ezequiel Ataucusi (71 años)        | Moisés Bendezú Gonzales    | Jose Ramírez Contreras    |
|                   | Unión Nacional Odriista                      |                        | Dora Narrea (45 años)              | Carlos Alva Vargas         | Luis Soto Marious         |
|                   | Unión Democrática                            |                        | Nicolás de Piérola Balta (71 años) | Perfecto Salcedo Barrantes | César Amez Blanco         |

## Debates
El debate presidencial ocurrió el 3 de junio de 1990 durante la campaña para la segunda vuelta entre los candidatos Mario Vargas Llosa y Alberto Fujimori. Fue el primer debate televisado de una elección presidencial en la historia del Perú.
| Fecha              | Organizador                            | Sede                                 | Lugar                 | Moderador      | Participantes | Participantes |
| ------------------ | -------------------------------------- | ------------------------------------ | --------------------- | -------------- | ------------- | ------------- |
| 3 de junio de 1990 | Intercampus (Universidad del Pacífico) | Anfiteatro del Centro Cívico de Lima | Cercado de Lima, Lima | Guido Lombardi | Vargas Llosa  | Fujimori      |

## Encuestas

### Primera vuelta

#### 1989
| Encuestadora       | Fecha    | Mario Vargas Llosa | Alfonso Barrantes | Luis Alva Castro | Henry Pease | Luis Bedoya | Otros | Ninguno |
| Apoyo S.A.         | Mar-89   | 34%                | 36%               | -                |             |             |       | 30%     |
| Apoyo S.A.         | Abr-89   | 36%                | 27%               | 9%               | -           | -           | -     | -       |
| Apoyo S.A.         | Abr-89   | 36%                | 23%               | 7%               | -           | -           | -     | -       |
| Datum              | 16/06/89 | 46%                | 4%                | 8%               | 18%         | -           | -     | 20%     |
| Mercadeo y Opinión | 25/06/89 |                    | 38%               |                  |             |             |       |         |
| Imasen             | 26/06/89 | 13.7%              | 18.7%             | 7.9%             | -           | 5.4%        | 2.1%  | 34.4%   |
| Apoyo S.A.         | 27/06/89 | 44%                | 19%               | -                | -           | -           | -     | -       |
| Apoyo S.A.         | Oct-89   | 47%                | 14%               | 8%               | 7%          | -           | -     | -       |
| Imasen             | Nov-89   | 52%                | 10.5%             | 4.7%             | 5.4%        | -           | 2.3%  | -       |

#### 1990
| Encuestadora | Fecha    | Mario Vargas Llosa | Luis Alva Castro | Alfonso Barrantes | Henry Pease | Alberto Fujimori |
| Apoyo S.A.   | Ene-90   | 46%                | 6%               | 11%               | 7%          | -                |
| Apoyo S.A.   | Feb-90   | 44%                | 13%              | 12%               | 9%          | -                |
| Apoyo S.A.   | Feb-90   | 48%                | 10%              | 13%               | 10%         | -                |
| CPI          | Mar-90   | 43%                | 14.5%            | 11.5%             | 6.8%        | -                |
| Datum        | 11/03/90 | 48.0%              | 9.5%             | 11.2%             | 6.8%        | -                |
| Apoyo S.A.   | 12/03/90 | 42%                | 16%              | 12%               | 10%         | 3%               |
| Imasen       | 18/03/90 | 38.9%              | 11.8%            | 12.2%             | 7.7%        | 9.5%             |
| CPI          | 22/03/90 | 43.4%              | 18.4%            | 12.9%             | 8.4%        | 4.8%             |
| Datum        | 24/03/90 | 49.6%              | 20.2%            | 12.5%             | 11.9%       | -                |
| CPI          | 06/04/90 | 32%                | -                | -                 | -           | 25.6%            |

### Segunda vuelta
| Encuestadora | Fecha    | Alberto Fujimori | Mario Vargas Llosa |
| Bits & Bytes | 26/05/90 | 37.22%           | 37.32%             |
| Apoyo S.A.   | 26/05/90 | 38%              | 45%                |
| Imasen       | 26/05/90 | 41.5%            | 40.4%              |
| CPI          | 26/05/90 | 48.3%            | 47.5%              |
| ½ Marketing  | 26/05/90 | 41.0%            | 49.9%              |
| Datum        | 06/06/90 | 41.5%            | 42.5%              |

## Resultados

### Elecciones presidenciales

#### Primera vuelta
Al realizarse las elecciones el 8 de abril de 1990, Vargas Llosa obtuvo una primera minoría del 32.57% de los votos válidamente emitidos, traduciéndose a un 27% de los votos totales (más de un 23% menos de lo requerido para ser electo en primera vuelta). Fujimori, que había partido en las encuestas con un 1% de apoyo, alcanzó el segundo puesto con el 29.09% de los sufragios válidos, sobrepasando por siete puntos a Luis Alva Castro, que quedó en tercer lugar con el 22.50%, siendo la primera ocasión en la que el APRA no quedaba en primer o segundo lugar en una elección libre.
Ningún otro candidato superó el 10% de los votos, siendo las dos principales formaciones de izquierda (Izquierda Unida e Izquierda Socialista) quienes ocuparon el cuarto y quinto lugar con un 8.20% y un 4.74% respectivamente. En el plano legislativo, el Frente Democrático obtuvo la primera minoría en ambas cámaras con 20 senadores y 62 diputados. A pesar de su revés presidencial, el APRA continuó siendo la segunda minoría con 17 senadores y 53 diputados, dejando a Cambio 90 en tercer lugar con 14 senadores y 32 diputados. 
Al ser obligatorio el voto, la participación electoral fue alta, del 78.30% en la elección presidencial, pero mucho más baja en la legislativa, del 68.10% para la Cámara de Diputados y 68.70% para el Senado.
|  | 32.61 % |

|  | 29.09 % |

|  | 22.64 % |

|  | 8.23 % |

|  | 4.80 % |

|  | 1.16 % |

|  | 1.04 % |

|  | 0.27 % |

|  | 0.12 % |

#### Segunda Vuelta
Dado que ningún candidato logró superar el 50% de los votos válidos para ser elegido en primera vuelta, se requirió un desempate entre los dos candidatos más votados: Vargas Llosa y Fujimori, la primera vez que se llegó a esta instancia en la historia electoral peruana. La segunda vuelta se realizó el 10 de junio. 
La candidatura de Fujimori tuvo el respaldo de Izquierda Unida e Izquierda Socialista, así como un sector del Partido Aprista Peruano liderado por Alan García. Mientras que la candidatura de Vargas Llosa fue respaldada por el electo alcalde Ricardo Belmont y por el líder del FREPAP, Ezequiel Ataucusi. Algunos diarios como Expreso, canales de televisión como Panamericana y personalidades televisivas como Augusto Ferrando, conductor del programa Trampolín a la fama, mostraban también su apoyo al candidato del FREDEMO.
Fujimori obtuvo una resonante victoria con el 62.32% de los votos válidos, o sea un 56.28% de los votos emitidos, convirtiéndose en el primer presidente electo del Perú desde la restauración de la democracia en obtener más de la mitad del voto total. Vargas Llosa logró un crecimiento muy pequeño, a un 37.68%, un 34.03% del voto absoluto. Mientras que en la primera vuelta se había impuesto en todo el país, el candidato del FREDEMO solo logró imponerse en el departamento de Loreto. La participación electoral fue del 79.50%, algo más alta que en la primera vuelta.
|  | 62.50 % |

|  | 37.19 % |

El 28 de julio de 1990 juramenta como nuevo presidente Alberto Fujimori reemplazando al aprista Alan García.

### Elecciones Parlamentarias

#### Senado
|  | 32,06 % |

|  | 25,09 % |

|  | 21,71 % |

|  | 9,78 % |

|  | 5,46 % |

|  | 2,03 % |

|  | 3,88 % |

|  | 80.53 % |

|  | 8.10 % |

|  | 11.37 % |

|  | 100 % |

#### Cámara de Diputados
|  | 30,03 % |

|  | 24,78 % |

|  | 16,92 % |

|  | 9,82 % |

|  | 5,91 % |

|  | 5,24 % |

|  | 2,42 % |

|  | 1,10 % |

|  | 3,80 % |

|  | 87.71 % |

|  | 3.38 % |

|  | 5.78 % |

|  | 100 % |

## Eventos posteriores

### Autogolpe del 5 de abril de 1992
Las dos cámaras del Congreso electo no pudieron completar su mandato constitucional ya que fueron suspendidas por el golpe de Estado orquestado por el propio Fujimori el 5 de abril de 1992, que disolvió el legislativo e intervino el poder judicial. Desde ese momento, Fujimori gobernaría con poderes totales hasta la toma de posesión de un Congreso Constituyente Democrático a finales de 1993. Fujimori sí lograría completar el mandato al ser reelecto en 1995. Dicha reforma aboliría el Senado y convirtió al legislativo en unicameral, por lo que esta elección representó la última elección para este cuerpo.